# Open di Francia 2023
L'Open di Francia 2023 (conosciuto anche come Roland Garros) è stato un torneo di tennis giocato sulla terra rossa. Si è trattata della 122ª edizione dell'Open di Francia, corrispondente alla seconda prova del Grande Slam del 2023. Si è giocato allo Stade Roland Garros di Parigi, in Francia, dal 28 maggio all'11 giugno 2023.

## Torneo

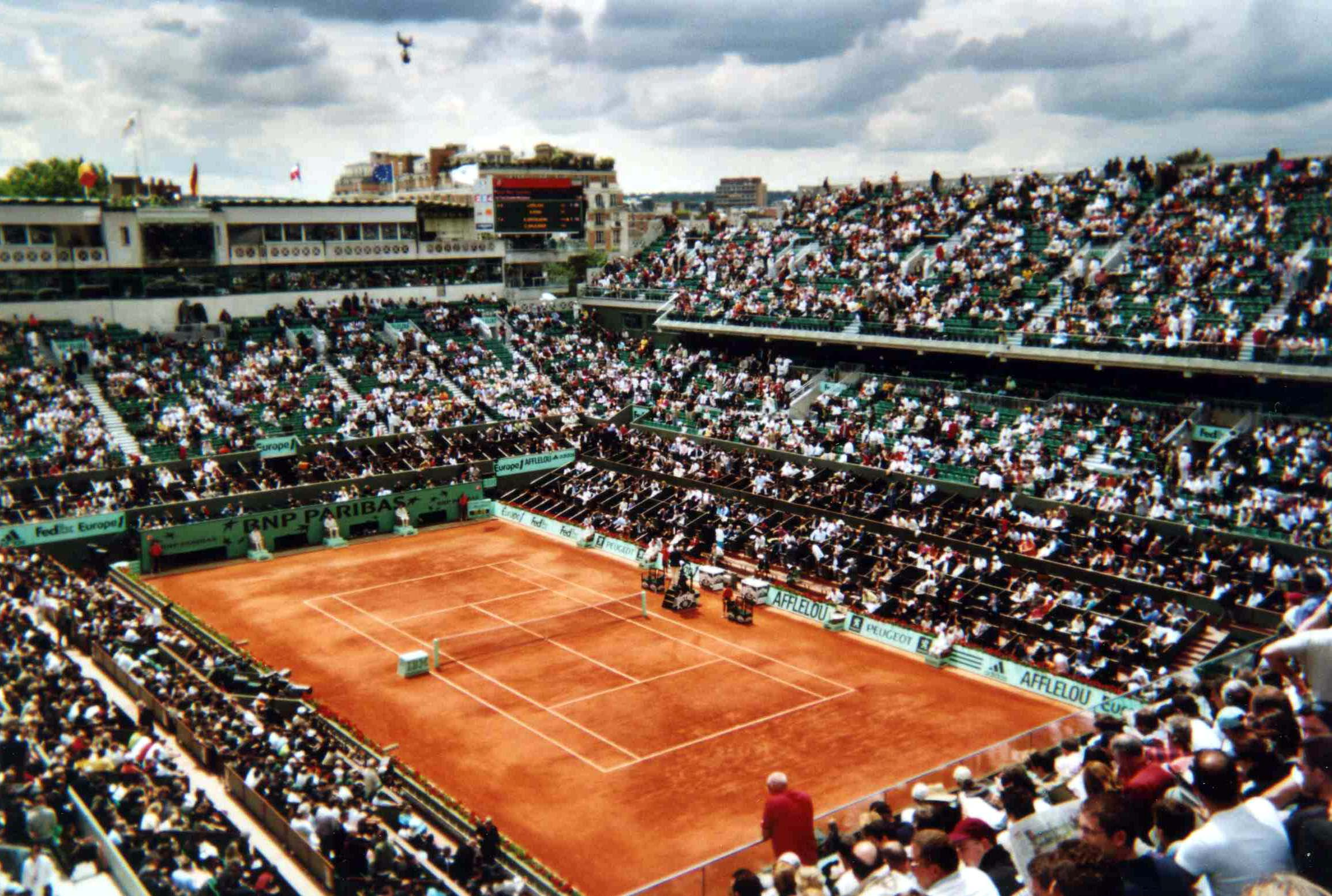
Il Philippe Chatrier dove si giocheranno le finali dell'Open di Francia

L'evento è organizzato dalla International Tennis Federation (ITF), e faceva parte dell'ATP Tour 2023 e del WTA Tour 2023 sotto la categoria Grande Slam. Il torneo comprendeva il singolare (maschile, femminile) e il doppio (maschile, femminile). Si sono disputati anche i tornei di singolare e doppio per ragazze e ragazzi (giocatori under 18) e i tornei di singolare e doppio in carrozzina.
Il torneo si giocava su ventidue campi in terra rossa, inclusi i tre campi principali: Court Philippe Chatrier, Court Suzanne Lenglen e Court Simonne-Mathieu.

## Teste di serie nel singolare

### Singolare maschile
Le teste di serie maschili sono state assegnate il 22 maggio 2023, seguendo la classifica ATP al 29 maggio 2023.
Nella tabella sottostante ranking e punteggio precedente al 29 maggio 2023.
| Tds | Rank | Giocatore                   | Punteggio precedente | Punti da difendere 2022 | Punti conquistati | Nuovo punteggio | Situazione                                     |
| --- | ---- | --------------------------- | -------------------- | ----------------------- | ----------------- | --------------- | ---------------------------------------------- |
| 1   | 1    | Carlos Alcaraz              | 6.815                | 360                     | 720               | 7.175           | Eliminato in SF da Novak Đoković (3)           |
| 2   | 2    | Daniil Medvedev             | 6.330                | 180+150                 | 10+90             | 6.100           | Eliminato al 1°T da Thiago Seyboth Wild (Q)    |
| 3   | 3    | Novak Đoković               | 5.955                | 360                     | 2.000             | 7.595           | Vittoria in finale contro Casper Ruud (4)      |
| 4   | 4    | Casper Ruud                 | 4.960                | 1.200                   | 1.200             | 4.960           | Sconfitto in finale da Novak Đoković (3)       |
| 5   | 5    | Stefanos Tsitsipas          | 4.775                | 180+45                  | 360+10            | 4.920           | Eliminato ai QF da Carlos Alcaraz (1)          |
| 6   | 6    | Holger Rune                 | 4.375                | 360                     | 360               | 4.375           | Eliminato ai QF da Casper Ruud (4)             |
| 7   | 7    | Andrej Rublëv               | 4.270                | 360                     | 90                | 4.000           | Eliminato al 3°T da Lorenzo Sonego             |
| 8   | 9    | Jannik Sinner               | 3.435                | 180                     | 45                | 3.300           | Eliminato al 2°T da Daniel Altmaier            |
| 9   | 8    | Taylor Fritz                | 3.435                | 45                      | 90                | 3.515           | Eliminato al 3°T da Francisco Cerúndolo (23)   |
| 10  | 10   | Félix Auger-Aliassime       | 3.100                | 180+90                  | 10+10             | 2.850           | Eliminato al 1°T da Fabio Fognini              |
| 11  | 11   | Karen Chačanov              | 2.945                | 180                     | 360               | 3.125           | Eliminato ai QF da Novak Đoković (3)           |
| 12  | 12   | Frances Tiafoe              | 2.790                | 45                      | 90                | 2.835           | Eliminato al 3°T da Alexander Zverev (22)      |
| 13  | 14   | Hubert Hurkacz              | 2.525                | 180                     | 90                | 2.435           | Eliminato al 3°T da Juan Pablo Varillas        |
| 14  | 13   | Cameron Norrie              | 2.565                | 90                      | 90                | 2.565           | Eliminato al 3°T da Lorenzo Musetti (17)       |
| 15  | 16   | Borna Ćorić                 | 2.410                | 45+25                   | 90+0              | 2.430           | Eliminato al 3°T da Tomás Martín Etcheverry    |
| 16  | 17   | Tommy Paul                  | 2.160                | 10                      | 45                | 2.205           | Eliminato al 2°T da Nicolás Jarry              |
| 17  | 18   | Lorenzo Musetti             | 2.040                | 10+125                  | 180+10            | 2.095           | Eliminato al 4°T da Carlos Alcaraz (1)         |
| 18  | 19   | Alex de Minaur              | 1.870                | 10                      | 45                | 1.905           | Eliminato al 2°T da Tomás Martín Etcheverry    |
| 19  | 24   | Roberto Bautista Agut       | 1.485                | 0                       | 45                | 1.530           | Eliminato al 2°T da Juan Pablo Varillas        |
| 20  | 25   | Daniel Evans                | 1.480                | 45+125                  | 10+10             | 1.330           | Eliminato al 1°T da Thanasi Kokkinakis (WC)    |
| 21  | 28   | Jan-Lennard Struff          | 1.447                | 0+20                    | 10+0              | 1.437           | Eliminato al 1°T da Jiří Lehečka               |
| 22  | 27   | Alexander Zverev            | 1.450                | 720                     | 720               | 1.450           | Eliminato in SF da Casper Ruud (4)             |
| 23  | 23   | Francisco Cerúndolo         | 1.485                | 10                      | 180               | 1.655           | Eliminato al 4°T da Holger Rune (6)            |
| 24  | 30   | Sebastian Korda             | 1.265                | 90                      | 45                | 1.220           | Eliminato al 2°T da Sebastian Ofner (Q)        |
| 25  | 31   | Botic van de Zandschulp     | 1.215                | 90                      | 10                | 1.135           | Eliminato al 1°T da Thiago Agustín Tirante (Q) |
| 26  | 32   | Denis Shapovalov            | 1.210                | 10                      | 90                | 1.290           | Eliminato al 3°T da Carlos Alcaraz (1)         |
| 27  | 33   | Yoshihito Nishioka          | 1.181                | 10                      | 180               | 1.351           | Eliminato al 4°T da Tomás Martín Etcheverry    |
| 28  | 29   | Grigor Dimitrov             | 1.275                | 90                      | 180               | 1.365           | Eliminato al 4°T da Alexander Zverev (22)      |
| 29  | 34   | Alejandro Davidovich Fokina | 1.115                | 10                      | 90                | 1.195           | Eliminato al 3°T da Novak Đoković [3]          |
| 30  | 36   | Ben Shelton                 | 1.095                | 36†                     | 10                | 1.069           | Eliminato al 1°T da Lorenzo Sonego             |
| 31  | 37   | Miomir Kecmanović           | 1.065                | 90                      | 10                | 985             | Eliminato al 1°T da Andrea Vavassori (Q)       |
| 32  | 38   | Bernabé Zapata Miralles     | 1.051                | 205                     | 10                | 856             | Eliminato al 1°T da Diego Schwartzman          |

† Il giocatore non si è qualificato per il tabellone principale nel 2022 ma sta difendendo punti da un evento dell'ATP Challenger Tour (Little Rock).

#### Teste di serie ritirate
I seguenti giocatori sarebbero entrati in tabellone come teste di serie ma si sono ritirati prima del sorteggio.
| Rank | Giocatore           | Punteggio precedente | Punti da difendere 2022 | Nuovo punteggio | Motivo ritiro              |
| ---- | ------------------- | -------------------- | ----------------------- | --------------- | -------------------------- |
| 15   | Rafael Nadal        | 2,445                | 2,000                   | 445             | Infortunio all'anca        |
| 20   | Matteo Berrettini   | 1,832                | 0+250                   | 1,582           | Infortunio agli addominali |
| 21   | Pablo Carreño Busta | 1,740                | 10                      | 1,730           | Infortunio al gomito       |
|      | Marin Čilić         | 1,510                | 720                     | 790             | Infortunio al ginocchio    |
|      | Nick Kyrgios        | 1,465                | 0+90                    | 1,375           | Ferita al piede            |

### Singolare femminile
Le teste di serie femminili sono state assegnate il 22 maggio 2023, seguendo la classifica WTA al 29 maggio 2023.
Nella tabella sottostante ranking e punteggio precedente al 29 maggio 2023.
| Tds | Rank | Giocatrice             | Punteggio precedente | Punti da difendere | Punti conquistati | Nuovo punteggio | Situazione                                            |
| --- | ---- | ---------------------- | -------------------- | ------------------ | ----------------- | --------------- | ----------------------------------------------------- |
| 1   | 1    | Iga Świątek            | 8.940                | 2.000              | 2.000             | 8.940           | Vittoria in finale contro Karolína Muchová            |
| 2   | 2    | Aryna Sabalenka        | 7.541                | 130+180            | 780+1             | 8.012           | Eliminata in SF da Karolína Muchová                   |
| 3   | 3    | Jessica Pegula         | 5.205                | 430                | 130               | 4.905           | Eliminata al 2°T da Elise Mertens (28)                |
| 4   | 4    | Elena Rybakina         | 5.090                | 130                | 130               | 5.090           | Ritirata al 3°T                                       |
| 5   | 5    | Caroline Garcia        | 5.025                | 70                 | 70                | 5.025           | Eliminata al 2°T da Anna Blinkova                     |
| 6   | 6    | Coco Gauff             | 4.305                | 1.300              | 430               | 3.435           | Eliminata ai QF da Iga Świątek (1)                    |
| 7   | 7    | Ons Jabeur             | 3.541                | 10                 | 430               | 3.961           | Eliminata ai QF da Beatriz Haddad Maia (14)           |
| 8   | 8    | Maria Sakkarī          | 3.391                | 70+60              | 10+1              | 3.272           | Eliminata al 1°T da Karolína Muchová                  |
| 9   | 9    | Dar'ja Kasatkina       | 3.275                | 780                | 240               | 2.735           | Eliminata al 4°T da Elina Svitolina (PR)              |
| 10  | 10   | Petra Kvitová          | 3.162                | 70                 | 10                | 3.102           | Eliminata al 1°T da Elisabetta Cocciaretto            |
| 11  | 11   | Veronika Kudermetova   | 2.950                | 430+110            | 10+100            | 2.520           | Eliminata al 1°T da Anna Karolína Schmiedlová         |
| 12  | 12   | Belinda Bencic         | 2.750                | 130                | 10                | 2.630           | Eliminata al 1°T da Elina Avanesjan (LL)              |
| 13  | 13   | Barbora Krejčíková     | 2.680                | 10                 | 10                | 2.680           | Eliminata al 1°T da Lesja Curenko                     |
| 14  | 14   | Beatriz Haddad Maia    | 2.420                | 70+280             | 780+60            | 2.910           | Eliminata in SF da Iga Świątek (1)                    |
| 15  | 15   | Ljudmila Samsonova     | 2.236                | 10                 | 70                | 2.296           | Eliminata al 2°T da Anastasija Pavljučenkova (PR)     |
| 16  | 16   | Karolína Plíšková      | 2.160                | 70                 | 10                | 2.100           | Eliminata al 1°T da Sloane Stephens                   |
| 17  | 17   | Jeļena Ostapenko       | 2.130                | 70                 | 70                | 2.130           | Eliminata al 2°T da Peyton Stearns                    |
| 18  | 18   | Viktoryja Azaranka     | 2.087                | 130                | 10                | 1.967           | Eliminata al 1°T da Bianca Andreescu                  |
| 19  | 19   | Zheng Qinwen           | 1.998                | 240+160            | 70+1              | 1.669           | Eliminata al 2°T da Julija Putinceva                  |
| 20  | 20   | Madison Keys           | 1.861                | 240                | 70                | 1.691           | Eliminata al 2°T da Kayla Day (Q)                     |
| 21  | 21   | Magda Linette          | 1.825                | 70                 | 10                | 1.765           | Eliminata al 1°T da Leylah Fernandez                  |
| 22  | 22   | Donna Vekić            | 1.813                | 110                | 70                | 1.773           | Eliminata al 2°T da Bernarda Pera                     |
| 23  | 23   | Ekaterina Aleksandrova | 1.725                | 70+280             | 130+30            | 1.535           | Eliminata al 3°T da Beatriz Haddad Maia (14)          |
| 24  | 25   | Anastasija Potapova    | 1.665                | (30)†              | 130               | 1.765           | Eliminata al 3°T da vs. Anastasija Pavljučenkova (PR) |
| 25  | 26   | Anhelina Kalinina      | 1.657                | 70                 | 10                | 1.597           | Eliminata al 1°T da Diane Parry (WC)                  |
| 26  | 24   | Martina Trevisan       | 1.667                | 780                | 10                | 897             | Eliminata al 1°T da Elina Svitolina (PR)              |
| 27  | 27   | Irina-Camelia Begu     | 1.452                | 240                | 130               | 1.342           | Eliminata al 3°T da Karolína Muchová                  |
| 28  | 28   | Elise Mertens          | 1.439                | 240+30             | 240+15            | 1.424           | Eliminata al 4°T da Anastasija Pavljučenkova (PR)     |
| 29  | 31   | Zhang Shuai            | 1.355                | 10+60              | 10+29             | 1.324           | Eliminata al 1°T da Magdalena Fręch                   |
| 30  | 32   | Sorana Cîrstea         | 1.327                | 70                 | 10                | 1.267           | Eliminata al 1°T da Jasmine Paolini                   |
| 31  | 33   | Marie Bouzková         | 1.318                | 70                 | 10                | 1.258           | Eliminata al 1°T da Wang Xinyu                        |
| 32  | 34   | Shelby Rogers          | 1.303                | 130+110            | 10+1              | 1.074           | Eliminata al 1°T da Petra Martić                      |

† La giocatrice non si è qualificata per il tabellone principale nel 2022. Verranno invece detratti i punti del suo 16º miglior risultato.

#### Teste di serie ritirate
La seguente giocatrice sarebbe entrata in tabellone come testa di serie ma si è ritirata prima del sorteggio.
| Rank | Giocatrice   | Punteggio precedente | Punti da difendere 2022 | Nuovo punteggio | Motivo ritiro                         |
| ---- | ------------ | -------------------- | ----------------------- | --------------- | ------------------------------------- |
| 29   | Paula Badosa | 1,363                | 130                     | 1,233           | Frattura spinale                      |
| 34   | Simona Halep | 1,290                | 70                      | 1,220           | Irregolarità nel passaporto biologico |

## Teste di serie nel doppio
| Legenda colori          |
| Vincitori               |
| Finalisti               |
| Semifinalisti           |
| Quarti di finale        |
| Eliminati al 1T, 2T, 3T |

### Doppio maschile
| Coppia            | Coppia                 | Rank1 | Tds |
| ----------------- | ---------------------- | ----- | --- |
| Wesley Koolhof    | Neal Skupski           | 2     | 1   |
| Rajeev Ram        | Joe Salisbury          | 7     | 2   |
| Marcelo Arévalo   | Jean-Julien Rojer      | 12    | 3   |
| Ivan Dodig        | Austin Krajicek        | 13    | 4   |
| Lloyd Glasspool   | Harri Heliövaara       | 20    | 5   |
| Rohan Bopanna     | Matthew Ebden          | 26    | 6   |
| Hugo Nys          | Jan Zieliński          | 26    | 7   |
| Nikola Mektic     | Mate Pavić             | 28    | 8   |
| Santiago González | Édouard Roger-Vasselin | 34    | 9   |
| Marcel Granollers | Horacio Zeballos       | 42    | 10  |
| Kevin Krawietz    | Tim Pütz               | 49    | 11  |
| Matwé Middelkoop  | Andreas Mies           | 52    | 12  |
| Jamie Murray      | Michael Venus          | 55    | 13  |
| Máximo González   | Andrés Molteni         | 55    | 14  |
| Rinky Hijikata    | Jason Kubler           | 60    | 15  |
| Nathaniel Lammons | Jackson Withrow        | 63    | 16  |

- 1 Ranking al 22 maggio 2023.

### Doppio femminile
| Coppia                   | Coppia              | Rank1 | Tds |
| ------------------------ | ------------------- | ----- | --- |
| Barbora Krejčíková       | Kateřina Siniaková  | 5     | 1   |
| Coco Gauff               | Jessica Pegula      | 5     | 2   |
| Storm Hunter             | Elise Mertens       | 11    | 3   |
| Ljudmyla Kičenok         | Jeļena Ostapenko    | 18    | 4   |
| Desirae Krawczyk         | Demi Schuurs        | 27    | 5   |
| Nicole Melichar-Martinez | Ellen Perez         | 29    | 6   |
| Shūko Aoyama             | Ena Shibahara       | 40    | 7   |
| Gabriela Dabrowski       | Luisa Stefani       | 41    | 8   |
| Kristina Mladenovic      | Zhang Shuai         | 42    | 9   |
| Leylah Annie Fernandez   | Taylor Townsend     | 43    | 10  |
| Xu Yifan                 | Yang Zhaoxuan       | 46    | 11  |
| Asia Muhammad            | Giuliana Olmos      | 52    | 12  |
| Marta Kostjuk            | Elena-Gabriela Ruse | 61    | 13  |
| Chan Hao-ching           | Latisha Chan        | 62    | 14  |
| Veronika Kudermetova     | Ljudmila Samsonova  | 63    | 15  |
| Miyu Katō                | Aldila Sutjiadi     | 63    | 16  |

- 1 Ranking al 22 maggio 2023.

## Wildcard
Ai seguenti giocatori è stata assegnata una wildcard per accedere al tabellone principale.

### Singolare maschile
- Arthur Cazaux
- Arthur Fils
- Hugo Gaston
- Hugo Grenier
- Thanasi Kokkinakis
- Patrick Kypson
- Giovanni Mpetshi Perricard
- Benoît Paire

### Singolare femminile
- Clara Burel
- Kimberly Birrell
- Séléna Janicijevic
- Léolia Jeanjean
- Kristina Mladenovic
- Emma Navarro
- Diane Parry
- Jessika Ponchet

### Doppio maschile
- Dan Added /  Albano Olivetti
- Théo Arribagé /  Luca Sanchez
- Enzo Couacaud /  Arthur Rinderknech
- Jonathan Eysseric /  Harold Mayot
- Arthur Fils /  Giovanni Mpetshi Perricard
- Richard Gasquet /  Lucas Pouille
- Sascha Gueymard Wayenburg /  Luca Van Assche

### Doppio femminile
- Tessah Andrianjafitrimo /  Fiona Ferro
- Clara Burel /  Chloé Paquet
- Estelle Cascino /  Carole Monnet
- Alizé Cornet /  Diane Parry
- Elsa Jacquemot /  Léolia Jeanjean
- Elixane Lechemia /  Jessika Ponchet
- Alice Robbe /  Alice Tubello

### Doppio misto
- Clara Burel /  Hugo Gaston
- Estelle Cascino /  Dan Added
- Alizé Cornet /  Édouard Roger-Vasselin
- Léolia Jeanjean /  Jonathan Eysseric
- Elixane Lechemia /  Albano Olivetti
- Chloé Paquet /  Lucas Pouille
- Diane Parry /  Harold Mayot
- Nina Radovanovic /  Arthur Bouquier

## Qualificazioni
Le qualificazioni per i tabelloni principali si sono disputate dal 22 al 26 maggio.

### Singolare maschile
1. Aslan Karacev
2. Elias Ymer
3. Andrea Vavassori
4. Hamad Međedović
5. Emilio Nava
6. Genaro Alberto Olivieri
7. Flavio Cobolli
8. Radu Albot
9. Thiago Agustín Tirante
10. Shang Juncheng
11. Timofej Skatov
12. Giulio Zeppieri
13. Thiago Seyboth Wild
14. Sebastian Ofner
15. Pedro Martínez
16. Lucas Pouille

#### Lucky losers
- Dominic Stricker
- Jurij Rodionov
- Facundo Díaz Acosta

### Singolare femminile
1. Mirra Andreeva
2. Taylor Townsend
3. Arantxa Rus
4. Tamara Zidanšek
5. Fiona Ferro
6. Sára Bejlek
7. Brenda Fruhvirtová
8. Storm Hunter
9. Clara Tauson
10. Elizabeth Mandlik
11. Ylena In-Albon
12. Iryna Šymanovič
13. Olga Danilović
14. Simona Waltert
15. Kayla Day
16. Dajana Jastrems'ka

#### Lucky losers
- Ėrika Andreeva
- Elina Avanesjan
- Aliona Bolsova
- Nao Hibino
- Viktória Hrunčáková
- Camila Osorio

## Ranking protetto

### Singolare maschile
- Gaël Monfils (35)
- Lloyd Harris (47)
- Kyle Edmund (48)
- Hugo Dellien (73)
- Guido Pella (75)
- Jérémy Chardy (88)
- Jiří Veselý (94)

### Singolare femminile
- Anastasija Pavljučenkova (21)
- Elina Svitolina (27)
- Sara Sorribes Tormo (68)
- Kristína Kučová (90)

### Doppio maschile
- Hugo Dellien /  Guido Pella
- Lloyd Harris /  Raven Klaasen
- Pierre-Hugues Herbert /  Nicolas Mahut
- Yoshihito Nishioka /  Jiří Veselý

### Doppio femminile
- Marie Bouzková /  Sara Sorribes Tormo
- Sara Errani /  Bethanie Mattek-Sands
- Hsieh Su-wei /  Wang Xinyu
- Sabrina Santamaria /  Patricia Maria Țig

## Ritiri
I seguenti giocatori sono stati ammessi di diritto nel tabellone principale, ma si sono ritirati a causa di infortuni o altri motivi, e sono stati sostituiti da tennisti iscritti al torneo seguendo l'ordine della classifica. Quei giocatori ritiratosi dopo il sorteggio dei tabelloni ma prima del loro incontro di primo turno sono stati sostituiti da lucky loser.
Prima del torneo
Singolare maschile
- Jenson Brooksby → sostituito da  Aleksandr Ševčenko
- Kwon Soon-woo → sostituito da  David Goffin
- Nick Kyrgios → sostituito da  Tarō Daniel
- Rafael Nadal → sostituito da  Dominic Thiem
- Pablo Carreño Busta → sostituito da  Michael Mmoh
- Marin Čilić → sostituito da  Fabio Fognini
- Matteo Berrettini → sostituito da  Aleksandar Kovacevic
- Andy Murray → sostituito da  Matteo Arnaldi
- Cristian Garín → sostituito da  Dominic Stricker
- Kyle Edmund → sostituito da  Jurij Rodionov
- Jérémy Chardy → sostituito da  Facundo Díaz Acosta
- Benjamin Bonzi → sostituito da  Yannick Hanfmann

Singolare femminile
- Simona Halep → sostituita da  Tereza Martincová
- Alison Van Uytvanck → sostituita da  Océane Dodin
- Amanda Anisimova → sostituita da  Magdalena Fręch
- Emma Raducanu → sostituita da  Nadia Podoroska
- Daria Saville → sostituita da  Katie Volynets
- Jennifer Brady → sostituita da  Nao Hibino
- Patricia Maria Țig → sostituita da  Elina Avanesjan
- Ajla Tomljanović → sostituita da  Aliona Bolsova
- Paula Badosa → sostituita da  Viktória Hrunčáková
- Anna Kalinskaja → sostituita da  Ėrika Andreeva
- Caty McNally → sostituita da  Camila Osorio

Doppio femminile
- Paula Badosa /  Nuria Párrizas Díaz → sostituite da  Nuria Párrizas Díaz /  Sabrina Santamaria
- Lauren Davis /  Claire Liu → sostituite da  Dalma Gálfi /  Katarzyna Piter
- Linda Fruhvirtová /  Aljaksandra Sasnovič → sostituite da  Anastasia Dețiuc /  Andrea Gámiz
- Anna Kalinskaja /  Caty McNally → sostituite da  Danka Kovinić /  Rebecca Peterson
- Danka Kovinić /  Rebecca Peterson → sostituite da  Ysaline Bonaventure /  Panna Udvardy
- Magda Linette /  Wang Xiyu → sostituite da  Ingrid Gamarra Martins /  Iryna Šymanovič
- Sabrina Santamaria /  Patricia Maria Țig → sostituite da  Ingrid Neel /  Wu Fang-hsien

Doppio misto
- Nina Radovanovic /  Arthur Bouquier → sostituiti da  Bianca Andreescu /  Michael Venus

## Tennisti partecipanti ai singolari
- Singolare maschile

| Campione                         | Campione                 | Finalista                       | Finalista               |
| -------------------------------- | ------------------------ | ------------------------------- | ----------------------- |
| Novak Đoković [3]                | Novak Đoković [3]        | Casper Ruud [4]                 | Casper Ruud [4]         |
| Semifinalisti                    |                          |                                 |                         |
| Carlos Alcaraz [1]               | Carlos Alcaraz [1]       | Alexander Zverev [22]           | Alexander Zverev [22]   |
| Eliminati ai quarti              |                          |                                 |                         |
| Stefanos Tsitsipas [5]           | Karen Chačanov [11]      | Holger Rune [6]                 | Tomás Martín Etcheverry |
| Eliminati al 4º turno            |                          |                                 |                         |
| Lorenzo Musetti [17]             | Sebastian Ofner (Q)      | Juan Pablo Varillas             | Lorenzo Sonego          |
| Francisco Cerúndolo [23]         | Nicolás Jarry            | Grigor Dimitrov [28]            | Yoshihito Nishioka [27] |
| Eliminati al 3º turno            |                          |                                 |                         |
| Denis Shapovalov [26]            | Cameron Norrie [14]      | Fabio Fognini                   | Diego Schwartzman       |
| Alejandro Davidovich Fokina [29] | Hubert Hurkacz [13]      | Thanasi Kokkinakis (WC)         | Andrej Rublëv [7]       |
| Genaro Alberto Olivieri (Q)      | Taylor Fritz [9]         | Marcos Giron                    | Zhang Zhizhen           |
| Daniel Altmaier                  | Frances Tiafoe [12]      | Borna Ćorić [15]                | Thiago Seyboth Wild (Q) |
| Eliminati al 2º turno            |                          |                                 |                         |
| Tarō Daniel                      | Matteo Arnaldi           | Aleksandr Ševčenko              | Lucas Pouille (Q)       |
| Jason Kubler                     | Sebastian Korda [24]     | Nuno Borges                     | Roberto Carballés Baena |
| Márton Fucsovics                 | Luca Van Assche          | Roberto Bautista Agut           | Tallon Griekspoor       |
| Radu Albot (Q)                   | Stan Wawrinka            | Ugo Humbert                     | Corentin Moutet         |
| Gaël Monfils (PR)                | Andrea Vavassori (Q)     | Yannick Hanfmann (LL)           | Arthur Rinderknech      |
| Tommy Paul [16]                  | Jiří Lehečka             | Thiago Agustín Tirante (Q)      | Giulio Zeppieri (Q)     |
| Jannik Sinner [8]                | Emil Ruusuvuori          | Alex Molčan                     | Aslan Karacev (Q)       |
| Pedro Cachín                     | Alex de Minaur [18]      | Max Purcell                     | Guido Pella (PR)        |
| Eliminati al 1º turno            |                          |                                 |                         |
| Flavio Cobolli (Q)               | Christopher O'Connell    | Daniel Elahi Galán              | Brandon Nakashima       |
| Mikael Ymer                      | Oscar Otte               | Jurij Rodionov (LL)             | Benoît Paire (WC)       |
| Félix Auger-Aliassime [10]       | Facundo Díaz Acosta (LL) | Maxime Cressy                   | Mackenzie McDonald      |
| Bernabé Zapata Miralles [32]     | John Isner               | Emilio Nava                     | Jiří Veselý (PR)        |
| Aleksandar Kovacevic             | Hugo Grenier (WC)        | Marco Cecchinato                | Arthur Fils (WC)        |
| Wu Yibing                        | Shang Juncheng (Q)       | Pedro Martínez (Q)              | David Goffin            |
| Constant Lestienne               | Patrick Kypson (WC)      | Albert Ramos Viñolas            | Daniel Evans [20]       |
| Ben Shelton [30]                 | Adrian Mannarino         | Arthur Cazaux (WC)              | Laslo Đere              |
| Christopher Eubanks              | Sebastián Báez           | Giovanni Mpetshi Perricard (WC) | Miomir Kecmanović [31]  |
| Jaume Munar                      | Thiago Monteiro          | Richard Gasquet                 | Michael Mmoh            |
| Dominic Stricker (LL)            | Hugo Dellien (PR)        | Hamad Međedović (Q)             | Jan-Lennard Struff [21] |
| Botic van de Zandschulp [25]     | Dušan Lajović            | Aleksandr Bublik                | Elias Ymer (Q)          |
| Alexandre Müller                 | Marc-Andrea Hüsler       | Grégoire Barrère                | Timofej Skatov (Q)      |
| Lloyd Harris (PR)                | Hugo Gaston (WC)         | Alexei Popyrin                  | Filip Krajinović        |
| Federico Coria                   | Dominic Thiem            | Jack Draper                     | Il'ja Ivaška            |
| Jeffrey John Wolf                | Jordan Thompson          | Quentin Halys                   | Daniil Medvedev [2]     |

- Singolare femminile

| Campionessa               | Campionessa                 | Finalista                     | Finalista               |
| ------------------------- | --------------------------- | ----------------------------- | ----------------------- |
| Iga Świątek [1]           | Iga Świątek [1]             | Karolína Muchová              | Karolína Muchová        |
| Semifinaliste             |                             |                               |                         |
| Beatriz Haddad Maia [14]  | Beatriz Haddad Maia [14]    | Aryna Sabalenka [2]           | Aryna Sabalenka [2]     |
| Eliminate ai quarti       |                             |                               |                         |
| Coco Gauff [6]            | Ons Jabeur [7]              | Anastasija Pavljučenkova (PR) | Elina Svitolina (PR)    |
| Eliminate al 4º turno     |                             |                               |                         |
| Lesja Curenko             | Anna Karolína Schmiedlová   | Sara Sorribes Tormo (PR)      | Bernarda Pera           |
| Elina Avanesjan (LL)      | Elise Mertens [28]          | Dar'ja Kasatkina [9]          | Sloane Stephens         |
| Eliminate al 3º turno     |                             |                               |                         |
| Wang Xinyu                | Bianca Andreescu            | Kayla Day (Q)                 | Mirra Andreeva (Q)      |
| Elena Rybakina [4]        | Ekaterina Aleksandrova [23] | Elisabetta Cocciaretto        | Olga Danilović (Q)      |
| Irina-Camelia Begu [27]   | Clara Tauson (Q)            | Anastasija Potapova [24]      | Jessica Pegula [3]      |
| Anna Blinkova             | Peyton Stearns              | Julija Putinceva              | Kamilla Rachimova       |
| Eliminate al 2º turno     |                             |                               |                         |
| Claire Liu                | Rebecca Peterson            | Emma Navarro (WC)             | Lauren Davis            |
| Aliona Bolsova (LL)       | Madison Keys [20]           | Diane Parry (WC)              | Julia Grabher           |
| Linda Nosková             | Petra Martić                | Anna-Lena Friedsam            | Diana Šnaider           |
| Simona Waltert (Q)        | Donna Vekić [22]            | Jasmine Paolini               | Océane Dodin            |
| Nadia Podoroska           | Sara Errani                 | Leylah Annie Fernandez        | Léolia Jeanjean (WC)    |
| Ljudmila Samsonova [15]   | Mayar Sherif                | Camila Osorio (LL)            | Camila Giorgi           |
| Caroline Garcia [5]       | Storm Hunter (Q)            | Jeļena Ostapenko [17]         | Markéta Vondroušová     |
| Varvara Gračëva           | Zheng Qinwen [19]           | Magdalena Fręch               | Iryna Šymanovič (Q)     |
| Eliminate al 1º turno     |                             |                               |                         |
| Cristina Bucșa            | Ylena In-Albon (Q)          | Fiona Ferro (Q)               | Marie Bouzková [31]     |
| Viktoryja Azaranka [18]   | Ėrika Andreeva (LL)         | Zhu Lin                       | Barbora Krejčíková [13] |
| Veronika Kudermetova [11] | Kristína Kučová (PR)        | Kristina Mladenovic (WC)      | Kaia Kanepi             |
| Anhelina Kalinina [25]    | Alison Riske-Amritraj       | Arantxa Rus (Q)               | Rebeka Masarova         |
| Brenda Fruhvirtová (Q)    | Danka Kovinić               | Clara Burel (WC)              | Shelby Rogers [32]      |
| Viktorija Tomova          | Nao Hibino (LL)             | Rebecca Marino                | Tatjana Maria           |
| Petra Kvitová [10]        | Elizabeth Mandlik (Q)       | Anett Kontaveit               | Dajana Jastrems'ka (Q)  |
| Sorana Cîrstea [30]       | Kateryna Baindl             | Séléna Janicijevic (WC)       | Lucia Bronzetti         |
| Maria Sakkarī [8]         | Jessika Ponchet (WC)        | Jil Teichmann                 | Anna Bondár             |
| Magda Linette [21]        | Aljaksandra Sasnovič        | Kimberly Birrell (WC)         | Belinda Bencic [12]     |
| Katie Volynets            | Linda Fruhvirtová           | Madison Brengle               | Taylor Townsend (Q)     |
| Viktória Hrunčáková (LL)  | Ana Bogdan                  | Alizé Cornet                  | Danielle Collins        |
| Wang Xiyu                 | Ysaline Bonaventure         | Nuria Párrizas Díaz           | Martina Trevisan [26]   |
| Tereza Martincová         | Kateřina Siniaková          | Alycia Parks                  | Jule Niemeier           |
| Karolína Plíšková [16]    | Dalma Gálfi                 | Maryna Zanevs'ka              | Tamara Zidanšek (Q)     |
| Zhang Shuai [29]          | Sára Bejlek (Q)             | Panna Udvardy                 | Marta Kostjuk           |

## Campioni

### Senior

#### Singolare maschile
Novak Đoković ha sconfitto in finale  Casper Ruud con il punteggio di 7–6(5), 6–3, 7–5.
- È il novantaquattresimo titolo in carriera per Đoković, il terzo della stagione e il ventitreesimo Major.

#### Singolare femminile
Iga Świątek ha riconfermato il titolo sconfiggendo in finale  Karolína Muchová con il punteggio di 6–2, 5–7, 6–4.

#### Doppio maschile
Ivan Dodig  /  Austin Krajicek hanno sconfitto in finale  Sander Gillé /  Joran Vliegen con il punteggio di 6–3, 6–1.

#### Doppio femminile
Hsieh Su-wei /  Wang Xinyu hanno sconfitto  Leylah Fernandez /  Taylor Townsend con il punteggio di 1–6, 7-6(5), 6–1.

#### Doppio misto
Miyu Katō /  Tim Pütz hanno sconfitto in finale  Bianca Andreescu /  Michael Venus con il punteggio di 4–6, 6–4, [10–6].

### Junior

#### Singolare ragazzi
Dino Prižmić ha sconfitto in finale  Juan Carlos Prado Ángelo con il punteggio di 6–1, 6–4.

#### Singolare ragazze
Alina Korneeva ha sconfitto in finale  Lucciana Pérez Alarcón con il punteggio di 7–6(4), 6–3.

#### Doppio ragazzi
Yaroslav Demin /  Rodrigo Pacheco Méndez hanno sconfitto in finale  Lorenzo Sciahbasi /  Gabriele Vulpitta con il punteggio di 6–2, 6–3.

#### Doppio ragazze
Tyra Caterina Grant /  Clervie Ngounoue hanno sconfitto in finale  Alina Korneeva /  Sarah Saito con il punteggio di 6–3, 6–2.

### Tennisti in carrozzina

#### Singolare maschile carrozzina
Tokito Oda ha sconfitto in finale  Alfie Hewett con il punteggio di 6–1, 6–4.

#### Singolare femminile carrozzina
Diede de Groot ha sconfitto in finale  Yui Kamiji con il punteggio di 6–2, 6–0.

#### Quad singolare
Niels Vink si conferma campione, sconfiggendo in finale  Sam Schröder con il punteggio di 3–6, 6–4, 6–4.

#### Doppio maschile carrozzina
Alfie Hewett /  Gordon Reid si confermano campioni, per il quarto anno consecutivo, sconfiggendo in finale  Martín de la Puente /  Gustavo Fernández con il punteggio di 7–6(9), 7–5.

#### Doppio femminile carrozzina
Yui Kamiji /  Kgothatso Montjane hanno sconfitto in finale  Diede de Groot /  Maria Florencia Moreno con il punteggio di 6–2, 6–3.

#### Quad doppio
Andy Lapthorne /  Donald Ramphadi hanno sconfitto in finale  Heath Davidson /  Robert Shaw con il punteggio di 1–6, 6–2, [10–3].

## Punti

### Distribuzione dei punti
Di seguito le tabelle per ciascuna competizione, che mostrano i punti validi per il ranking per ogni evento.

#### Tornei uomini e donne
| Evento              | V    | F    | SF  | QF  | 4T  | 3T  | 2T | 1T   | Q    | Q3   | Q2   | Q1   |
| Singolare maschile  | 2000 | 1200 | 720 | 360 | 180 | 90  | 45 | 10   | 25   | 16   | 8    | 0    |
| Doppio maschile     | 2000 | 1200 | 720 | 360 | 180 | 90  | 0  | N.D. | N.D. | N.D. | N.D. | N.D. |
| Singolare femminile | 2000 | 1300 | 780 | 430 | 240 | 130 | 70 | 10   | 40   | 30   | 20   | 2    |
| Doppio femminile    | 2000 | 1300 | 780 | 430 | 240 | 130 | 10 | N.D. | N.D. | N.D. | N.D. | N.D. |

#### Carrozzina
| Evento         | V   | F   | SF   | QF   |
| Singolare      | 800 | 500 | 375  | 100  |
| Doppio         | 800 | 500 | 100  | N.D. |
| Quad Singolare | 800 | 500 | 100  | N.D. |
| Quad Doppio    | 800 | 100 | N.D. | N.D. |

#### Junior
| Evento            | V    | F   | SF  | QF  | 2T  | 1T   | Q    | Q3   |
| Singolare ragazzi | 1000 | 600 | 370 | 200 | 100 | 45   | 30   | 20   |
| Singolare ragazze | 1000 | 600 | 370 | 200 | 100 | 45   | 30   | 20   |
| Doppio ragazzi    | 750  | 450 | 275 | 150 | 75  | N.D. | N.D. | N.D. |
| Doppio ragazze    | 750  | 450 | 275 | 150 | 75  | N.D. | N.D. | N.D. |

## Montepremi
| Evento               | V          | F          | SF       | QF       | 4T       | 3T       | 2T      | 1T      | Q3      | Q2      | Q1      |
| Singolare            | €2,300,000 | €1,150,000 | €630,000 | €400,000 | €240,000 | €142,000 | €97,000 | €69,000 | €34,000 | €22,000 | €16,000 |
| Doppio *             | €590,000   | €295,000   | €148,000 | €80,000  | €43,000  | €27,000  | £17,000 | N.D.    | N.D.    | N.D.    | N.D.    |
| Doppio misto *       | €122,000   | €61,000    | €31,000  | €17,500  | €10,000  | €5,000   | N.D.    | N.D.    | N.D.    | N.D.    | N.D.    |
| Carrozzina Singolare | €60,000    | €30,000    | €18,000  | €11,000  | €8,000   | N.D.     | N.D.    | N.D.    | N.D.    | N.D.    | N.D.    |
| Carrozzina Doppio *  | €20,000    | €10,000    | €7,000   | €5,000   | N.D.     | N.D.     | N.D.    | N.D.    | N.D.    | N.D.    | N.D.    |
| Quad Singolare       | €60,000    | €30,000    | €18,000  | €11,000  | N.D.     | N.D.     | N.D.    | N.D.    | N.D.    | N.D.    | N.D.    |
| Quad Doppio *        | €20,000    | €10,000    | €7,000   | N.D.     | N.D.     | N.D.     | N.D.    | N.D.    | N.D.    | N.D.    | N.D.    |

* per team